# Пруга Београд—Вршац
Магистрална пруга 107 Београд—Вршац је железничка пруга у Србији која опслужује јужни Банат и повезује Београд са Темишваром и Румунијом.

## Станице и стајалишта
| Назив станице      | Километража | Повезивање линија                                                                             |
| ------------------ | ----------- | --------------------------------------------------------------------------------------------- |
| Београд центар     | 0,000 км    | Пруга Београд—Суботица Пруга Београд—Ниш Пруга Београд—Шид БГ ВОЗ (Прва линија, Трећа линија) |
| Карађорђев парк    | ? км        | БГ ВОЗ (Прва линија)                                                                          |
| Вуков споменик     | ? км        | БГ ВОЗ (Прва линија)                                                                          |
| Панчевачки мост    | ? км        | БГ ВОЗ (Прва линија)                                                                          |
| Крњача–мост        | ? км        | БГ ВОЗ (Прва линија)                                                                          |
| Крњача             | ? км        | БГ ВОЗ (Прва линија)                                                                          |
| Себеш              | ? км        | БГ ВОЗ (Прва линија)                                                                          |
| Овча               | ? км        | БГ ВОЗ (Прва линија)                                                                          |
| Пошта              | ? км        |                                                                                               |
| Панчево–варош      | ? км        |                                                                                               |
| Банатско Ново Село | ? км        |                                                                                               |
| Владимировац       | ? км        |                                                                                               |
| Брег               | ? км        |                                                                                               |
| Уљма               | ? км        |                                                                                               |
| Вршац              | ? км        | Пруга 922 (Темишвар—Стамора-Моравица(—Вршац))                                                 |